# Torneo di Wimbledon 2009

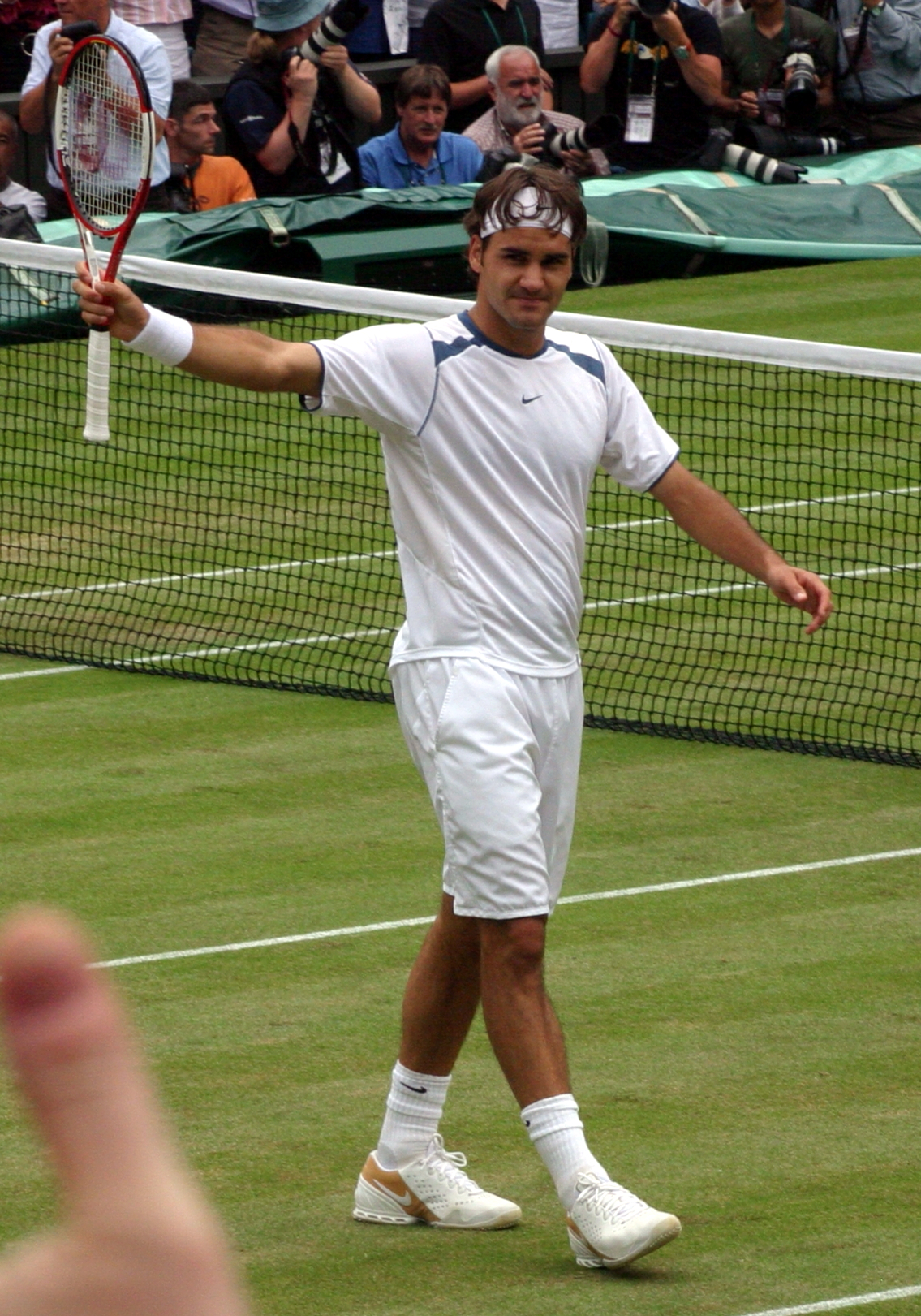
Roger Federer, vincitore del torneo per 6 volte (2003-2007, 2009)

Il Torneo di Wimbledon 2009 è stata la 123ª edizione del Wimbledon Championships, torneo di tennis che si gioca sull'erba e terza prova stagionale dello Slam per il 2009; si è disputato tra il 22 giugno e il 5 luglio 2009 sui campi dell'All England Lawn Tennis and Croquet Club, comprendendo per la categoria Seniors i tornei di singolare maschile, femminile e di doppio maschile, femminile e misto.
Lo spagnolo Rafael Nadal, testa di serie n.1, e l'americana Venus Williams, testa di serie n.3, sono stati i detentori del titolo vinto nel singolare della scorsa edizione, ma solo Venus ha potuto provare a difenderlo, dal momento che Nadal ha dovuto rinunciare a partecipare al torneo per problemi al ginocchio.
Il singolare maschile è stato vinto dallo svizzero Roger Federer, testa di serie n.2, che è riuscito a imporsi sullo statunitense Andy Roddick al termine di un'autentica battaglia terminata 16-14 al quinto set; con questo successo Federer è ridiventato numero uno del ranking ATP. Nel singolare femminile, come nella scorsa edizione, si è assistito a una finale tra le sorelle Serena e Venus Williams, ma questa volta è stata Serena a imporsi in due set, aggiudicandosi il suo terzo titolo a Wimbledon.

## Sommario
Rafael Nadal, dopo l'eliminazione agli ottavi dell'Open di Francia, era in dubbio se partecipare o meno al torneo a causa di un infortunio al ginocchio, nonostante il 9 giugno avesse fatto sapere dal suo sito che avrebbe partecipato, alla fine ha dovuto desistere e venerdì 19 giugno, giorno in cui ha avuto luogo il sorteggio dei tabelloni principali, ha deciso ufficialmente di non partecipare. Lo spagnolo aveva testato la sua condizione fisica, partecipando al consueto test in vista di Wimbledon all'Hurlingham Club, giocando il 18 giugno contro Lleyton Hewitt (dal quale è stato sconfitto 6-4, 6-3) e il 19 giugno contro Stan Wawrinka. Il maiorchino si sarebbe presentato a Londra per la prima volta da n° 1 del mondo con 2115 punti di vantaggio sul rivale Roger Federer.
Oltre a Nadal hanno dovuto dare forfait anche il cipriota Marcos Baghdatis e il francese Gaël Monfils, quest'ultimo per un infortunio a un polso.
Lo svizzero Roger Federer, recente trionfatore per la prima volta al Roland Garros, ha dichiarato di aver sperato fino all'ultimo nella presenza del rivale maiorchino, dal quale era stato battuto lo scorso anno in una delle finali più lunghe della storia del torneo (4 ore e 48 minuti).. Federer ha affrontato e sconfitto nell'ordine: Lu Yen-hsun, Guillermo García López, Philipp Kohlschreiber, Robin Söderling (finalista del Roland Garros), il croato Ivo Karlović, Tommy Haas (vincitore del Gerry Weber Open 2009) e in finale l'americano Andy Roddick, aggiudicandosi il titolo.
Tra le donne non è mancata la detentrice del titolo, Venus Williams, che ha avuto la possibilità di vincere il torneo per la terza volta consecutiva, arrivando in finale senza grosse difficoltà, battendo nell'ordine Stefanie Vögele, Kateryna Bondarenko, la spagnola Carla Suárez Navarro, Ana Ivanović (vincitrice del Roland Garros del 2008), la polacca Agnieszka Radwańska, e la numero 1 del mondo Dinara Safina senza perdere neanche un set. In finale però Venus si è dovuta arrendere alla sorella minore Serena Williams, che ha conquistato il suo 3º titolo.
La russa Marija Šarapova ha partecipato a questa edizione di Wimbledon come testa di serie n.24 dopo uno stop di nove mesi per un infortunio alla schiena, provando a replicare il successo ottenuto nel 2004, ma il suo cammino si è interrotto subito al secondo turno.
Dinara Safina, che non ha mai vinto un titolo dello Slam, era partita per la prima volta come testa di serie n° 1, ma è stata battuta nettamente in semifinale da Venus Williams. Serena Williams ha conquistato il titolo del singolare femminile, battendo nell'ordine Neuza Silva, Jarmila Groth, Roberta Vinci, la slovacca Daniela Hantuchová, la bielorussa Viktoryja Azaranka, Elena Dement'eva e in finale sua sorella Venus con il punteggio di 7-63 6-2.
Tra i veterani del torneo è stato grande protagonista lo statunitense Andy Roddick, che si è presentato per la nona volta al Torneo di Wimbledon, dopo aver perso in finale nel 2004 e nel 2005 da Roger Federer.
L'americano ha partecipato nonostante l'infortunio procuratosi durante il torneo del Queen's ed è arrivato in finale, dove è stato battuto ancora una volta dallo svizzero in cinque set col punteggio di 5-7 7-66 7-65 3-6 16-14.
Nel tabellone maschile c'era grande attesa per lo scozzese Andy Murray, che si è presentato come testa di serie n° 3 dopo aver vinto il torneo del Queen's, ma è stato battuto in semifinale da Andy Roddick. Il serbo e testa di serie n° 4, Novak Đoković, mai vincitore a Wimbledon, è riuscito a migliorare la prestazione della scorsa edizione, quando uscì al 2º turno per mano di Marat Safin, ma è stato comunque battuto nei quarti di finale da Tommy Haas.
Per quanto riguarda i tornei del doppio, il titolo maschile è stato vinto dalla coppia formata da Daniel Nestor e Nenad Zimonjić, che hanno battuto in finale i gemelli americani Bob e Mike Bryan, riconfermando il titolo dell'anno precedente, mentre in quello femminile si sono imposte le sorelle Williams, che hanno battuto in finale Samantha Stosur e Rennae Stubbs; infine il titolo del doppio misto è stato conquistato dalla coppia formata Mark Knowles e Anna-Lena Grönefeld.
Per la prima volta nella storia il campo centrale, il Centre Court, ha avuto una copertura retrattile: questa soluzione è stata adottata a causa delle continue interruzioni dovute alla pioggia, che è solita abbattersi su Londra nei mesi di giugno e luglio, tuttavia si è dovuto attendere il 29 giugno 2009 per poter assistere al suo storico utilizzo; dopo la sospensione dell'incontro tra Amélie Mauresmo e Dinara Safina, dovuta alla pioggia, il match è potuto proseguire grazie all'avveniristica copertura dell'impianto.

## Programma del torneo
Il torneo si è svolto in 13 giornate divise in due settimane, a cavallo delle quali vi è stato il classico Middle Sunday (domenica 28 giugno 2009), durante il quale non è stato giocato alcun incontro.
In dettaglio:
| SINGOLARI SENIORS |                                       |                                                          |
| Data              | Evento                                | Campi                                                    |
| 22 giugno 2009    | Primo turno maschile e femminile      | Centre Court, No. 1 Court, No. 2 Court, campi secondari. |
| 23 giugno 2009    | Primo turno maschile e femminile      | Centre Court, No. 1 Court, No. 2 Court, campi secondari. |
| 24 giugno 2009    | Secondo turno maschile e femminile    | Centre Court, No. 1 Court, No. 2 Court, campi secondari. |
| 25 giugno 2009    | Secondo turno maschile e femminile    | Centre Court, No. 1 Court, No. 2 Court, campi secondari. |
| 26 giugno 2009    | Terzo turno maschile e femminile      | Centre Court, No. 1 Court, No. 2 Court, campi secondari. |
| 27 giugno 2009    | Terzo turno maschile e femminile      | Centre Court, No. 1 Court, No. 2 Court, campi secondari. |
| 28 giugno 2009    | Middle Sunday (nessun incontro)       | Middle Sunday (nessun incontro)                          |
| 29 giugno 2009    | Ottavi di finale maschili e femminili | Centre Court, No. 1 Court, No. 2 Court, campi secondari. |
| 30 giugno 2009    | Quarti di finale femminili            | Centre Court, No. 1 Court.                               |
| 1º luglio 2009    | Quarti di finale maschili             | Centre Court, No. 1 Court.                               |
| 2 luglio 2009     | Semifinali femminili                  | Centre Court                                             |
| 3 luglio 2009     | Semifinali maschili                   | Centre Court                                             |
| 4 luglio 2009     | Finale femminile                      | Centre Court                                             |
| 5 luglio 2009     | Finale maschile                       | Centre Court                                             |
| AGENDA            |                                       |                                                          |
| 22 giugno 2009    | Inizio singolari maschile e femminile | Inizio singolari maschile e femminile                    |
| 23 giugno 2009    | Inizio doppi maschile e femminile     | Inizio doppi maschile e femminile                        |
| 25 giugno 2009    | Inizio doppio misto                   | Inizio doppio misto                                      |
| 27 giugno 2009    | Inizio singolari juniores             | Inizio singolari juniores                                |
| 29 giugno 2009    | Inizio doppi juniores                 | Inizio doppi juniores                                    |

## Qualificazioni e sorteggio
Le qualificazioni per accedere ai tabelloni principali del torneo si sono svolte tra il 15 e il 18 giugno 2009 in tre turni di qualificazione; si sono qualificati i vincitori del terzo turno di qualificazione:
- Per il singolare maschile: Roko Karanušic, Édouard Roger-Vasselin, Luka Gregorc, Jesse Levine, Alexander Peya, Alejandro Falla, Lukáš Lacko, Riccardo Ghedin, Xavier Malisse, Rajeev Ram, Michael Yani, Taylor Dent, Grega Zemlja, Adrian Mannarino, Simon Greul e Santiago González.
- Per il singolare femminile: Regina Kulikova, Alberta Brianti, Anastasija Sevastova, Sesil Karatantcheva, Melanie Oudin, Aiko Nakamura, Klara Zakopalova, Tatjana Maria, Viktorija Kutuzova, Vesna Manasieva, Neuza Silva e Arantxa Parra Santonja.
- Per il doppio maschile: Chris Eaton e Alexander Slabinsky, Santiago González e Travis Rettenmaier, Kevin Anderson e Somdev Devvarman.
- Per il doppio femminile: Edina Gallovits e Katalin Marosi, Rika Fujiwara e Aiko Nakamura, Juliana Fedak e Mervana Jugić-Salkić, Tatjana Maria e Andrea Petković.

Le wildcard sono state assegnate allo spagnolo Juan Carlos Ferrero, al bulgaro Grigor Dimitrov, che ha vinto l'anno scorso nella categoria juniores, e come di consueto a diversi tennisti britannici, che hanno potuto partecipare al torneo senza passare dalle qualificazioni. Oltre a questi atleti da registrare il ricevimento del pass anche per il nipponico Kimiko Date Krumm, per l'americana Alexa Glatch e per Michelle Larcher de Brito, che per partecipare al precedente torneo dello Slam, l'Open di Francia, era stata costretta a passare dalle qualificazioni.
Il sorteggio dei tabelloni principali dei due singolari è avvenuto il 19 giugno 2009; la testa di serie n.1 del singolare maschile è rimasta attribuita a Rafael Nadal, nonostante il forfait dello spagnolo.

## Tennisti partecipanti ai singolari
- Singolare maschile

| Campione                   | Campione         | Finalista          | Finalista           |
| -------------------------- | ---------------- | ------------------ | ------------------- |
| Roger Federer              | Roger Federer    | Andy Roddick       | Andy Roddick        |
| Eliminati in semifinale    |                  |                    |                     |
| Tommy Haas (24)            | Tommy Haas (24)  | Andy Murray (3)    | Andy Murray (3)     |
| Eliminati ai quarti        |                  |                    |                     |
| L Hewitt                   | I Karlović (22)  | JC Ferrero         | N Đoković (4)       |
| Eliminati agli ottavi      |                  |                    |                     |
| R Štěpánek (23)            | T Berdych (20)   | F Verdasco (7)     | G Simon (8)         |
| D Sela                     | I Andreev (29)   | Stan Wawrinka (19) | R Söderling (13)    |
| Eliminati al terzo turno   |                  |                    |                     |
| J Melzer (26)              | F González (10)  | M Čilić (11)       | A Montañés (32)     |
| D Ferrer (16)              | N Almagro        | T Robredo (15)     | J-W Tsonga (9)      |
| P Kohlschreiber (27)       | P Petzschner     | A Seppi            | V Hănescu (31)      |
| N Davydenko (12)           | V Troicki (30)   | J Levine           | M Fish (28)         |
| Eliminati al secondo turno |                  |                    |                     |
| G Cañas                    | JM del Potro (5) | L Mayer            | M Vassallo Argüello |
| S Koubek                   | K Vliegen        | S Darcis           | T Alves             |
| I Minár                    | D Gimeno Traver  | G García López     | M Granollers        |
| F Santoro                  | M Gicquel        | M Llodra           | N Devilder          |
| P-H Mathieu                | B Becker         | M Zverev           | R Schüttler (18)    |
| S Greul                    | F Fognini        | P Starace          | S Bolelli           |
| E Gulbis                   | V Crivoi         | I Kunicyn          | J Tipsarević        |
| K Beck                     | P Cuevas         | S Querrey          | V Spadea            |
| Eliminati al primo turno   |                  |                    |                     |
| A Calleri                  | B Dabul          | D Junqueira        | E Schwank           |
| J Acasuso                  | J Mónaco         | M González         | S Roitman           |
| A Peya                     | D Köllerer       | C Rochus           | X Malisse           |
| G Dimitrov                 | F Dancevic       | P Capdeville       | A Falla             |
| R Karanušic                | J Hernych        | N Lapentti         | A Martín            |
| F López (21)               | I Navarro        | Ó Hernández        | P Andújar           |
| A Mannarino                | A Clément        | É Roger-Vasselin   | F Serra             |
| J Chardy                   | J Benneteau      | N Mahut            | A Bogdanović        |
| D Evans                    | J Ward           | J Goodall          | A Beck              |
| B Phau                     | N Kiefer (33)    | R Ghedin           | A Golubev           |
| G Müller                   | S González       | F Gil              | A Pavel             |
| D Tursunov (25)            | E Korolëv        | M Safin (14)       | M Južnyj            |
| T Gabašvili                | G Žemlja         | L Gregorc          | L Lacko             |
| D Udomchoke                | Y-H Lu           | B Reynolds         | J Blake (17)        |
| K Kim                      | M Yani           | R Ram              | R Ginepri           |
| R Kendrick                 | T Dent           | W Odesnik          | D Istomin           |

- Singolare femminile

| Campionessa                | Campionessa          | Finalista            | Finalista          |
| -------------------------- | -------------------- | -------------------- | ------------------ |
| Serena Williams            | Serena Williams      | Venus Williams       | Venus Williams     |
| Eliminate in semifinale    |                      |                      |                    |
| Elena Dement'eva (4)       | Elena Dement'eva (4) | Dinara Safina (1)    | Dinara Safina (1)  |
| Eliminate ai quarti        |                      |                      |                    |
| V Azaranka (8)             | S Lisicki            | F Schiavone          | A Radwańska (11)   |
| Eliminate agli ottavi      |                      |                      |                    |
| C Wozniacki (9)            | A Mauresmo (17)      | V Razzano (26)       | E Vesnina          |
| N Petrova (10)             | A Ivanović (13)      | D Hantuchová         | M Oudin            |
| Eliminate al terzo turno   |                      |                      |                    |
| G Dulko                    | S Stosur (18)        | K Flipkens           | Li Na (19)         |
| A Medina Garrigues (20)    | C Suárez Navarro     | M Bartoli (12)       | F Pennetta (15)    |
| R Vinci                    | A Sugiyama           | S Cîrstea (28)       | R Kulikova         |
| S Kuznecova (5)            | V Zvonarëva (7)      | J Janković (6)       | D Cibulková (14)   |
| Eliminate al secondo turno |                      |                      |                    |
| J Groth                    | P Mayr               | O Govorcova          | S Peng (16)        |
| J Zheng                    | I Benešová           | A Parra Santonja     | A Rezaï            |
| M Johansson                | P Parmentier         | E Baltacha           | T Maria            |
| S Mirza                    | S Peer               | S Errani             | T Garbin           |
| J Švedova                  | R de los Ríos        | U Radwańska          | M Larcher de Brito |
| IR Olaru                   | A Klejbanova (27)    | A Pavljučenkova (31) | E Makarova         |
| M Kirilenko                | M Šarapova (24)      | V Duševina           | T Bacsinszky       |
| K Kucová                   | K Bondarenko         | J Craybas            | V King             |
| Eliminate al primo turno   |                      |                      |                    |
| J Dokic                    | S Bammer (29)        | T Paszek             | Y Wickmayer        |
| N Jakimava                 | C Pironkova          | A Wozniak (23)       | S Dubois           |
| K Šprem                    | B Záhlavová-Strýcová | K Zakopalová         | L Hradecká         |
| L Šafárová                 | N Vaidišová          | P Cetkovská          | P Kvitová          |
| L Domínguez Lino           | MJ Martínez Sánchez  | N Llagostera Vives   | K Kanepi (25)      |
| A Cornet                   | J Coin               | N Dechy              | S Bremond Beltrame |
| S Foretz Gacon             | A Keothavong         | G Stoop              | K O'Brien          |
| L Robson                   | M South              | A-L Grönefeld        | J Görges           |
| K Barrois                  | Á Szávay (30)        | M Czink              | A Brianti          |
| ME Camerin                 | A Nakamura           | A Morigami           | A Morita           |
| K Date Krumm               | G Voskoboeva         | S Karatanceva        | A Sevastova        |
| M Domachowska              | N Silva              | E Gallovits          | M Niculescu        |
| A Kudrjavceva              | A Cakvetadze (32)    | V Manasieva          | M Zec Peškiric     |
| P Schnyder (21)            | S Voegele            | M Rybáriková         | T Tanasugarn       |
| Y-j Chan                   | A Bondarenko         | M Korytceva          | T Perebyjnis       |
| V Kutuzova                 | A Glatch             | B Mattek-Sands       | A Amanmuradova     |

## Calendario

### Torneo, prima settimana

#### 22 giugno (1º giorno)
È iniziato il torneo con gli incontri del primo turno di singolare/doppio maschile e femminile. In seguito al forfait di Nadal la testa di serie n.2, Roger Federer, ha esordito nel match inaugurale sul campo centrale, battendo in tre set il cinese Lu Y-h.
Incontri disputati sul Centre Court:
| Evento                       | Match               | Match | Match            | Risultato          |
| ---------------------------- | ------------------- | ----- | ---------------- | ------------------ |
| 1º turno singolare maschile  | Roger Federer (2)   | b.    | Lu Yen-hsun      | 7-5 6-3 6-2        |
| 1º turno singolare femminile | Serena Williams (2) | b.    | Neuza Silva      | 6-1 7-5            |
| 1º turno singolare maschile  | Novak Đoković (4)   | b.    | Julien Benneteau | 68-7 -6(1) 6-2 6-4 |

Incontri disputati sul No. 1 Court:

| Evento                       | Match                 | Match | Match              | Risultato       |
| ---------------------------- | --------------------- | ----- | ------------------ | --------------- |
| 1º turno singolare femminile | Marija Šarapova (24)  | b.    | Viktorija Kutuzova | 7-5 6-4         |
| 1º turno singolare maschile  | Robin Söderling (13)  | b.    | Gilles Müller      | 64-7 -5 6-1 6-2 |
| 1º turno singolare maschile  | Fernando Verdasco (7) | b.    | James Ward         | 6-1 6-3 6-4     |
| 1º turno singolare femminile | Mathilde Johansson    | b.    | Melanie South      | 7-5 7-65        |

Nella 1ª giornata del torneo nel singolare maschile lo svizzero, vincitore di 5 edizioni consecutive dal 2003 al 2007, ha inaugurato il centrale, come da tradizione per in detentore del titolo dell'anno precedente, battendo il giocatore di Taiwan Lu Yen-hsun per 7-5 6-3 accendendo così al secondo turno. Sempre sul Centre Court il numero 4 del mondo, il serbo Novak Đoković, ha affrontato il francese Julien Benneteau e lo ha battuto in un match che si è protratto fino al quarto set, il punteggio finale dell'incontro è stato di 6(8)–7 7-6(1) 6-2 6-4 a favore del giocatore di Belgrado.
Sempre nel singolare maschile Simone Bolelli ha passato il turno recuperando da uno svantaggio di 2 set a zero e vincendo il suo incontro al quinto set contro l'austriaco Daniel Köllerer per 6(5)–7 2-6 7-5 6-4 6-4.. 
È passato al 2º turno anche Andreas Seppi che ha sconfitto lo statunitense, testa di serie numero 17, James Blake per 7-5, 6-4, 7–6(5) in 2 ore e 9 minuti di gioco.
Il finalista del Roland Garros Robin Söderling sul No. 1 Court ha sconfitto il 4 set il lussemburghese Gilles Müller col punteggio di 6(4)–7 7-5 6-1 6-2. Sempre sul campo numero 1 lo spagnolo Fernando Verdasco ha avuto la meglio sul britannico James Ward col punteggio finale di 6-1 6-3 6-4.
Nel torneo di singolare femminile la statunitense Serena Williams ha battuto in due set la portoghese Neuza Silva col punteggio finale di 6-1 7-5. 
Marija Šarapova ha battuto in due set per 7-5 6-4 l'ucraina Viktorija Kutuzova.
Teste di serie eliminate:
- Singolare maschile:  James Blake (17),  Feliciano López (21).
- Singolare femminile:  Aleksandra Wozniak (23),  Patty Schnyder (21).
- Il programma degli incontri disputati negli altri campi.

#### 23 giugno (2º giorno)
Nella seconda giornata del torneo sono stati disputati gli incontri del primo turno della parte alta del tabellone.
Incontri disputati sul Centre Court:
| Evento                       | Match              | Match | Match            | Risultato        |
| ---------------------------- | ------------------ | ----- | ---------------- | ---------------- |
| 1º turno singolare femminile | Venus Williams (3) | b.    | Stefanie Voegele | 6-3 6-2          |
| 1º turno singolare maschile  | Andy Roddick (6)   | b.    | Jérémy Chardy    | 6-3 63-7 6-4 6-3 |
| 1º turno singolare maschile  | Andy Murray (3)    | b.    | Robert Kendrick  | 7-5 63-7 6-3 6-4 |

Incontri disputati sul No. 1 Court:
| Evento                       | Match               | Match | Match             | Risultato    |
| ---------------------------- | ------------------- | ----- | ----------------- | ------------ |
| 1º turno singolare maschile  | J. M. del Potro (5) | b.    | Arnaud Clément    | 6-3 6-1 6-2  |
| 1º turno singolare femminile | Dinara Safina (1)   | b.    | L. Dominguez Lino | 7-5 6-3      |
| 1º turno singolare maschile  | Juan Carlos Ferrero | b.    | Michail Južnyj    | 6-3 7-63 6-3 |
| 1º turno singolare femminile | Elena Baltacha      | b.    | Al'ona Bondarenko | 3-6 -3 6-4   |

Nella 2ª giornata nel Centre Court lo scozzese Andy Murray ha sconfitto nel match d'esordio l'americano Robert Kendrick col punteggio di 7-5, 6(3)–7, 6-3, 6-4.. 
Andy Roddick, alla sua nona partecipazione ai Championships, finalista nel 2004 ha sconfitto il connazionale Robert Kendrick perdendo il 2º set ma imponendosi col punteggio finale di 7-5 6(3)–7 6-3 6-4.
Il sostituto dell'infortunato Rafael Nadal, l'argentino Juan Martín del Potro, che nel 2009 avrebbe vinto gli US Open battendo in finale Roger Federer ha vinto il suo incontro contro il francese Arnaud Clément: il punteggio finale dell'incontro è stato 6-3 6-1 6-2.
L'americano Jesse Levine ha estromesso dal torneo Marat Safin, battuto in quattro set per 6-2 3-6 7–6(4) 6-4.
Nel torneo di singolare femminile nel campo centrale Venus Williams ha sconfitto la svizzera Stefanie Voegele per 6-3 6-2.
La russa, numero uno del ranking WTA, Dinara Safina ha battuto la spagnola Lourdes Domínguez Lino col punteggio di 7-5, 6-3..
La trentanovenne Kimiko Date ha perso contro la testa di serie numero 9, Caroline Wozniacki che ha vinto l'incontro in tre set col punteggio finale di 5-7 6-3 6-1..
Teste di serie eliminate:
- Singolare maschile:  Nicolas Kiefer (33),  Dmitrij Tursunov (25),  Marat Safin (14).
- Singolare femminile:  Alizé Cornet (22),  Sybille Bammer (29),  Anna Cakvetadze (32),  Kaia Kanepi (25),  Ágnes Szávay (30).
- Doppio maschile:  Mariusz Fyrstenberg e  Marcin Matkowski (6).
- Il programma degli incontri disputati negli altri campi.

#### 24 giugno (3º giorno)

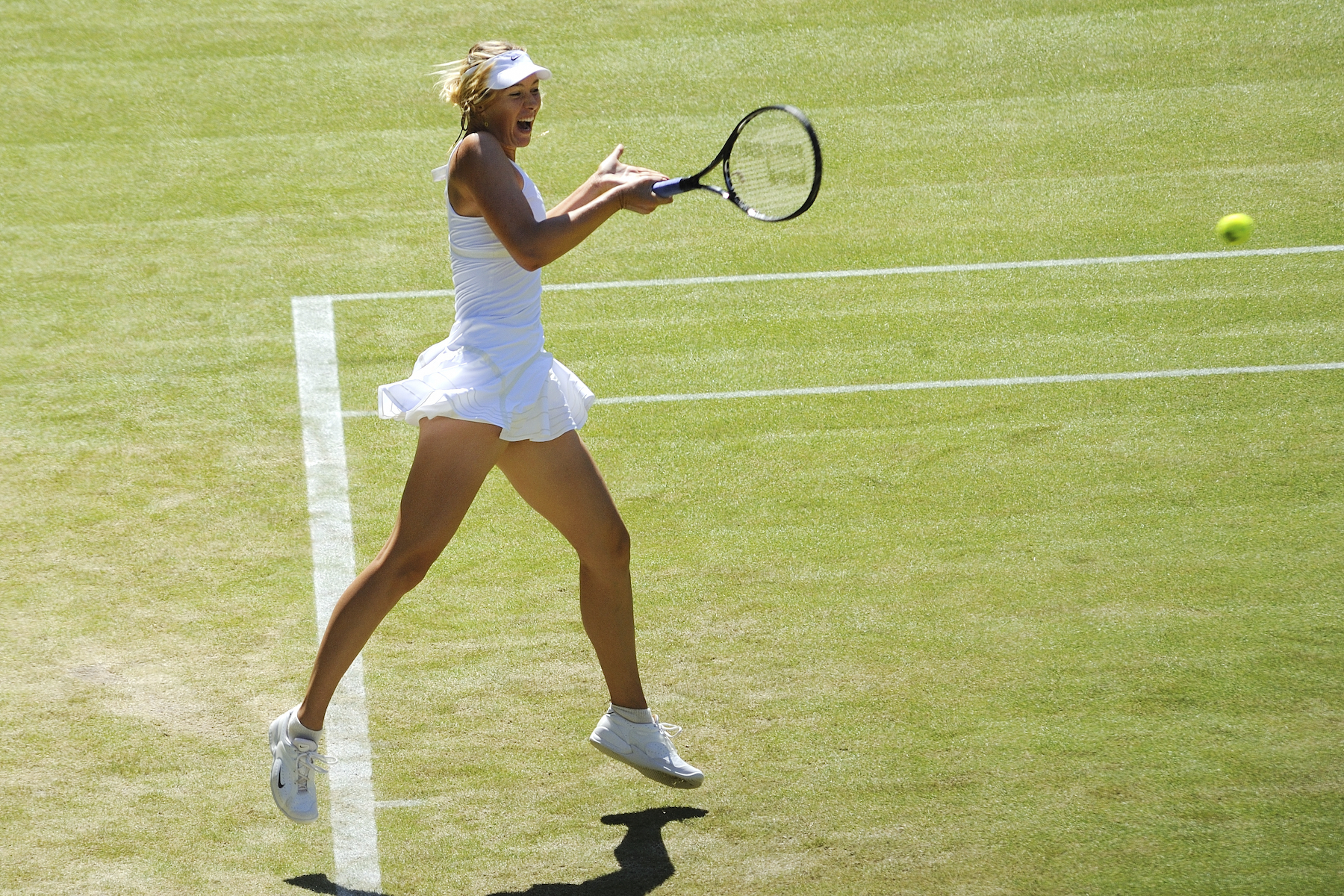
Marija Šarapova eliminata a sorpresa dalla Dulko

Nella terza giornata del torneo sono stati disputati gli incontri del secondo turno della parte bassa del tabellone dei singolari e molti incontri dei doppi sia maschile che femminile.
Incontri disputati sul Centre Court:
| Evento                       | Match             | Match | Match                | Risultato             |
| ---------------------------- | ----------------- | ----- | -------------------- | --------------------- |
| 2º turno singolare femminile | Gisela Dulko      | b.    | Marija Šarapova (24) | 6-2 3-6 -4            |
| 2º turno singolare maschile  | Roger Federer (2) | b.    | G. García López      | 6-2 6-2 6-4           |
| 2º turno singolare maschile  | Marin Čilić (11)  | b.    | Sam Querrey          | 4-6 7-63 6-3 64-7 6-4 |

Incontri disputati sul No. 1 Court:
| Evento                       | Match               | Match | Match              | Risultato     |
| ---------------------------- | ------------------- | ----- | ------------------ | ------------- |
| 2º turno singolare maschile  | Novak Đoković (4)   | b.    | Simon Greu         | 7-5 6-1 6-4   |
| 2º turno singolare femminile | Serena Williams (2) | b.    | Jarmila Groth      | 6-2 6-1       |
| 2º turno singolare maschile  | Tommy Haas (24)     | b.    | Michaël Llodra     | 4-3 r.        |
| 1º turno doppio femminile    | L Robson / G Stoop  | b.    | J Curtis / A Smith | 6-4 3-6 13-11 |

Nella 3ª giornata nel torneo di singolare maschile Roger Federer ha sconfitto il semifinalista del torneo che si era giocato poche settimane prima a Eastbourne, lo spagnolo Garcia Lopez, per 6-2 6-2 6-4.
Rainer Schüttler, semifinalista del 2008, è stato battuto dall'israeliano Dudi Sela che prima di questa affermazione non aveva mai vinto un match a Wimbledon.
Tommy Robredo ha avuto la meglio sull'austriaco Koubek che è uscito dal torneo dopo essere stato battuto per 3-6 4-6 6-4 7–6(5) 6-1. 
La testa di serie numero 4, Novak Đoković è passata al terzo turno battendo il qualificato francese Simon Greul.
Nel torneo del singolare femminile Marija Šarapova è uscita dal torneo dopo essere stata battuta dall'argentina Gisela Dulko, numero 45 del ranking WTA, per 6-2 3-6 6-4..
La statunitense Serena Williams ha battuto col punteggio di 6-2 6-1 l'australiana Jarmila Groth.
La Azarenka ha sconfitto la rumena Olaru col punteggio netto di 6-0 6-0. 
Tra le teste di serie è uscita Jie Zheng, numero 16 del seeding, battuta 6-3 7-5 da Daniela Hantuchová, che aveva sconfitto nel primo turno la britannica, Laura Robson. 
L'italiana Francesca Schiavone si è qualificata per il terzo turno sconfiggendo per 7–6(2), 7–6(4) la sedicenne portoghese Michelle Larcher De Brito.
L'italiana Roberta Vinci ha superato la russa, numero 31 del ranking femminile, Anastasija Pavljučenkova..
Teste di serie eliminate:
- Singolare maschile:  Rainer Schüttler (18).
- Singolare femminile:  Jie Zheng (16),  Marija Šarapova (24),  Anastasija Pavljučenkova (31),   Alisa Klejbanova (27).
- Doppio maschile:  Rik De Voest e  Ashley Fisher (14),  Stephen Huss e  Ross Hutchins (16).
- Doppio femminile:  Nathalie Dechy e  Mara Santangelo (14),  Marija Kirilenko e  Flavia Pennetta (8).
- Il programma degli incontri disputati negli altri campi.

#### 25 giugno (4º giorno)
Nella quarta giornata del torneo si è completato il programma del 2º turno dei due singolari con gli incontri della parte alta del tabellone. Disputati anche i primi incontri del doppio misto..
Incontri disputati sul Centre Court:
| Evento                      | Match                  | Match | Match                     | Risultato   |
| --------------------------- | ---------------------- | ----- | ------------------------- | ----------- |
| 2º turno singolare maschile | Lleyton Hewitt         | b.    | Juan Martín del Potro (5) | 6-3 7-5 7-5 |
| 2º turno singolare maschile | Caroline Wozniacki (9) | b.    | Marija Kirilenko          | 6-0 6-4     |
| 2º turno singolare maschile | Andy Murray (3)        | b.    | Ernests Gulbis            | 6-2 7-5 6-3 |

Incontri disputati sul No. 1 Court:
| Evento                       | Match                  | Match | Match               | Risultato          |
| ---------------------------- | ---------------------- | ----- | ------------------- | ------------------ |
| 2º turno singolare femminile | Venus Williams (3)     | b.    | Kateryna Bondarenko | 6-3 6-2            |
| 2º turno singolare maschile  | Andy Roddick (6)       | b.    | Igor' Kunicyn       | 6-4 6-2 3-6 -2     |
| 2º turno singolare maschile  | Fernando González (10) | b.    | Leonardo Mayer      | 6(4)–7 6-4 6-4 6-4 |

Nella 4ª giornata nel torneo di singolare maschile l'australiano Lleyton Hewitt vincitore del torneo nel 2002 ha perso in tre set col punteggio di 6-3 7-5 7-5 contro l'argentino Juan Martín del Potro, che aveva preso il posto di Rafael Nadal dopo l'annuncio del ritiro dello spagnolo avvenuto prima dell'inizio del torneo. 
Lo scozzese Andy Murray dopo aver superato il primo turno battendo l'americano Kendrick al secondo ha vinto contro il lettone Ernests Gulbis col punteggio di 6-2 7-5 6-3. È andato avanti anche Andy Roddick, che ha battuto per 6-4 6-2 3-6 6-2 il russo Igor' Kunicyn.
Nel tabellone del singolare femminile la campionessa in carica Venus Williams ha battuto per 6-3 6-2 l'ucraina Kateryna Bondarenko. La numero uno del mondo Dinara Safina ha eliminato vincendo il suo incontro per 6-3 7-5 la paraguaiana Rossana de los Ríos.
La russa Svetlana Kuznecova, vincitrice del Roland Garros ha battuto per 6-1 6-3 la francese Pauline Parmentier.
Teste di serie eliminate:
- Singolare maschile:  Juan Martín del Potro (5).
- Doppio maschile:  Jeff Coetzee e  Jordan Kerr (12),  Lukáš Dlouhý e  Leander Paes (3).
- Doppio femminile:  Hsieh Su-wei e  Peng Shuai (5),  Lisa Raymond e  Vera Zvonarëva (9).
- Il programma degli incontri disputati negli altri campi.

#### 26 giugno (5º giorno)
Nella quinta giornata si sono disputati gli incontri del terzo turno dei singolari maschili e femminili: in campo sono scesi i giocatori della parte bassa del tabellone.Si sono disputati incontri del secondo turno dei tornei di doppio e si è completato il primo turno del doppio misto.
Incontri disputati sul Centre Court:
| Evento                       | Match                  | Match | Match                      | Risultato        |
| ---------------------------- | ---------------------- | ----- | -------------------------- | ---------------- |
| 3º turno singolare maschile  | Roger Federer (2)      | b.    | Philipp Kohlschreiber (27) | 6-3 6-1 65-7 6-1 |
| 3º turno singolare femminile | Viktoryja Azaranka (8) | b.    | Sorana Cîrstea (28)        | 7-62 6-3         |
| 3º turno singolare maschile  | Novak Đoković (4)      | b.    | Mardy Fish (28)            | 6-4 6-4 6-4      |

Incontri disputati sul No. 1 Court:
| Evento                       | Match                | Match | Match                  | Risultato                    |
| ---------------------------- | -------------------- | ----- | ---------------------- | ---------------------------- |
| 3º turno singolare femminile | Elena Dement'eva (4) | b.    | Regina Kulikova        | 6-1 6-2                      |
| 3º turno singolare maschile  | Ivo Karlović (22)    | b.    | Jo-Wilfried Tsonga (9) | 7-65 65-7 -5 7-65            |
| 3º turno singolare maschile  | Marin Čilić (11)     | vs    | Tommy Haas (24)        | 5-7 5-7 6-1 7-63 6-6 (sosp.) |

Nella 5ª giornata nel torneo di singolare maschile nel campo centrale Roger Federer ha vinto il suo incontro, cedendo il primo set del torneo al tedesco Philipp Kohlschreiber, il punteggio finale dell'incontro è stato 6-3 6-2 6(5)–7 6-1. 
Robin Söderling, finalista del Roland Garros, dove è stato battuto da Federer, ha vinto contro la spagnolo Nicolás Almagro: 7–6(7) 6-4 6-4 è stato il punteggio finale.
Novak Đoković, testa di serie numero 4, ha avuto la meglio sull'americano Mardy Fish che ha perso per 6-4 6-4 6-4.
La testa di serie numero 9, il francese Jo-Wilfried Tsonga, è stato battuto in 4 set dal croato Ivo Karlović col punteggio di 7–6(5) 6(5)–7 7-5 7–6(5). 
Per l'oscurità è stato sospeso l'incontro tra il croato Marin Čilić e il tedesco Tommy Haas, numero 24 del seeding, che si trovava sul punteggio di 5-7 5-7 6-1 7–6(3) 6-6 prima dell'interruzione.
Nel torneo di singolare femminile è andata avanti la bielorussa Viktoryja Azaranka che nel Centre Court ha battuto Sorana Cîrstea con il punteggio di 7–6(2) 6-3. 
Nel No. 1 Court l'incontro tra le due russe del tabellone femminile Elena Dement'eva e Regina Kulikova è andato alla prima che ha sconfitto la connazionale col punteggio di 6-1 6-2.
Francesca Schiavone ha superato per 7–6(5) 6-0 la dodicesima testa di serie Marion Bartoli, che avrebbe poi vinto il torneo nel 2013, annunciando subito dopo il ritiro ufficiale dalle competizioni..Serena Williams ha battuto la ventiseienne tarantina Roberta Vinci.
Teste di serie eliminate:
- Singolare maschile:  Philipp Kohlschreiber (27),  Jo-Wilfried Tsonga (9),  Mardy Fish (28),  Albert Montañés (32),  Tommy Robredo (15).
- Singolare femminile:  Vera Zvonarëva (7),  Marion Bartoli (12),  Sorana Cîrstea (28),  Dominika Cibulková (14).
- Doppio maschile:  M Melo e  A Sá (11),  F Čermák e  M Mertinák (13).
- Il programma degli incontri disputati negli altri campi.

#### 27 giugno (6º giorno)
Nella sesta giornata, l'ultima della prima settimana, si sono conclusi gli incontri del terzo turno dei singolari maschili e femminili con le partite della parte alta del tabellone; si sono conclusi anche il secondo turno dei tornei di doppio. Sono iniziati oggi i due tornei dei singolari juniores.
Incontri disputati sul Centre Court:
| Evento                       | Match              | Match | Match                | Risultato        |
| ---------------------------- | ------------------ | ----- | -------------------- | ---------------- |
| 3º turno singolare femminile | Venus Williams (3) | b.    | Carla Suárez Navarro | 6-0 6-4          |
| 3º turno singolare maschile  | Andy Roddick (6)   | b.    | Jürgen Melzer (26)   | 7-62 7-62 4-6 -3 |
| 3º turno singolare maschile  | Andy Murray (3)    | b.    | Viktor Troicki (30)  | 6-2 6-3 6-4      |

Incontri disputati sul No. 1 Court:
| Evento                       | Match               | Match | Match                  | Risultato             |
| ---------------------------- | ------------------- | ----- | ---------------------- | --------------------- |
| 3º turno singolare maschile  | Tomáš Berdych (20)  | b.    | Nikolaj Davydenko (12) | 6-2 6-3 6-2           |
| 3º turno singolare maschile  | Tommy Haas (24)     | b.    | Marin Čilić (11)       | 7-5 7-5 1-6 63-7 10-8 |
| 3º turno singolare femminile | Sabine Lisicki      | b.    | Svetlana Kuznecova (5) | 6-2 7-5               |
| 3º turno singolare maschile  | Juan Carlos Ferrero | b.    | Fernando González (10) | 4-6 7-5 6-4 4-6 -4    |

Nella 6ª giornata nel torneo di singolare maschile Andy Roddick ha sconfitto l'austriaco Melzer in 4 set, con il punteggio di 7-6 7-6 4-6 6-3 accedendo così agli ottavi di finale.
Il britannico Andy Murray nel centrale ha battuto il serbo Viktor Troicki con il punteggio di 6-2 6-3 6-4 prima che verso le 19 (ora locale) iniziasse a piovere. Tutti gli spettatori rimasti hanno potuto assistere per la 1ª volta alla chiusura del tetto retrattile anche se la partita era già finita.
Il tedesco Tommy Haas ha prevalso sul croato Marin Čilić, nel match interrotto il giorno prima e che era ripreso nella giornata successiva: il punteggio finale è stato si 7-5 7-5 1-6 6(3)–7 10-8 a favore del tedesco.
Nel torneo del singolare femminile la qualificata Melanie Oudin, numero 124 del ranking, ha sconfitto in tre set col punteggio di 6(8)–7 7-5 6-2 la serba Jelena Janković, testa di serie numero 6, che ha avuto anche un malore durante il match. 
Sabine Lisicki ha sconfitto la numero 5 del seeding, la russa Svetlana Kuznecova, vincitrice del Roland Garros per 6-2 7-5.
La numero 1 del mondo Dinara Safina ha battuto la belga Flipkens in due set col punteggio di 7-5 6-1.
Teste di serie eliminate:
- Singolare maschile:  Nikolaj Davydenko (12),  Marin Čilić (11),  Jürgen Melzer (26),  Viktor Troicki (30),  Fernando González (10).
- Singolare femminile:  Samantha Stosur (18),  Jelena Janković (6),  Flavia Pennetta (15),  Svetlana Kuznecova (5),  Anabel Medina Garrigues (20),  Li Na (19).
- Doppio maschile:  Travis Parrott e  Filip Polášek (10).
- Doppio femminile:  Chia-Jung Chuang e  Sania Mirza (15),  Daniela Hantuchová e  Ai Sugiyama (6),  Svetlana Kuznecova e  Amélie Mauresmo (16).
- Doppio misto:  Marcelo Melo e  Peng Shuai (14),  Nenad Zimonjić e  Zi Yan (10).
- Il programma degli incontri disputati negli altri campi.

### 28 giugno (Middle Sunday)
Come da tradizione durante la prima domenica del torneo non viene giocato nessun incontro. Gli inglesi chiamano questo giorno: Middle Sunday.

### Torneo, seconda settimana

#### 29 giugno (7º giorno)

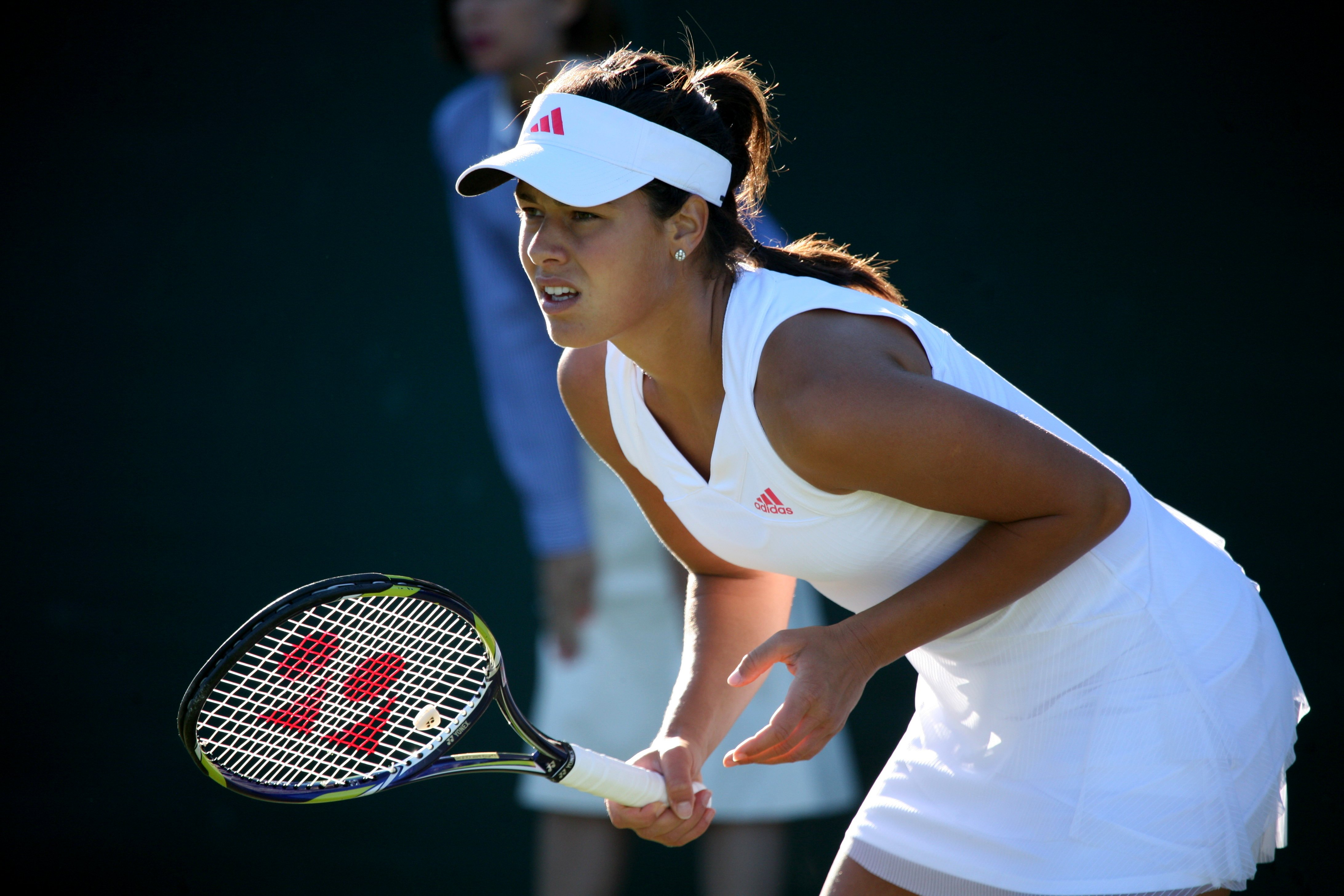
Ana Ivanović è stata costretta al ritiro

Seconda settimana del torneo con tutti gli incontri degli ottavi di finale (4º turno) dei due singolari.
Incontri disputati sul Centre Court:
| Evento                               | Match             | Match | Match                | Risultato          |
| ------------------------------------ | ----------------- | ----- | -------------------- | ------------------ |
| Ottavi di finale singolare maschile  | Roger Federer (2) | b.    | Robin Söderling (13) | 6-4 7-65 7-65      |
| Ottavi di finale singolare femminile | Dinara Safina (1) | b.    | Amélie Mauresmo (17) | 4-6 -3 6-4         |
| Ottavi di finale singolare maschile  | Andy Murray (3)   | b.    | Stan Wawrinka (19)   | 2-6 -3 6-3 5-7 6-3 |

Incontri disputati sul No. 1 Court:
| Evento                               | Match              | Match | Match                 | Risultato          |
| ------------------------------------ | ------------------ | ----- | --------------------- | ------------------ |
| Ottavi di finale singolare femminile | Venus Williams (3) | b.    | Ana Ivanović (13)     | 6-1 0-1 r.         |
| Ottavi di finale singolare maschile  | Ivo Karlović (22)  | b.    | Fernando Verdasco (7) | 7-65 64-7 6-3 7-69 |
| Ottavi di finale singolare maschile  | Andy Roddick (6)   | b.    | Tomáš Berdych (20)    | 7-64 6-4 6-3       |

Nella 7ª giornata nel torneo del singolare maschile nel campo centrale Roger Federer ha battuto in 3 set lo svedese Robin Söderling. I due si erano già incontrati nella finale del Roland Garros e come in quella occasione lo svizzero ha prevalso su Robin: il punteggio finale è stato 6-4 7-6 7-6. 
Sempre nel centrale lo scozzese Andy Murray ha battuto lo svizzero Stan Wawrinka a termine di un match arrivato al 5 set: 2-6 6-3 6-3 5-7 6-3 è stato il punteggio finale. Questo match è stato il primo nella storia di Wimbledon ad essere giocato interamente al coperto e in notturna. Juan Carlos Ferrero ha superato 7–6(4) 6-3 6-2 il francese Gilles Simon e si è qualificato per la seconda volta in carriera, era già accaduto nel 2007, per i quarti di finale. 
Andy Roddick ha battuto in tre set Tomáš Berdych 7-6 6-4 6-3 senza nemmeno concedere una palla break, approfittando del suo servizio.
Lleyton Hewitt ha battuto in rimonta il ceco Radek Štěpánek per 4-6 2-6 6-1 6-2 6-2. 
Novak Đoković, quarta testa di serie, ha sconfitto l'israeliano Dudi Sela in tre set col punteggio di 6-2 6-4 6-1.
Negli ottavi del tabellone femminile la diciannovenne Sabine Lisicki, dopo aver eliminato al terzo turno la campionessa del Roland Garros, la russa Svetlana Kuznecova, ha battuto anche la danese Caroline Wozniacki, nona testa di serie del tabellone, per 6-4 6-4. 
La campionessa del Roland Garros 2008 Ana Ivanović dopo aver perso il primo set 6-1 contro Venus Williams è stata costretta al ritiro a causa un infortunio alla coscia all'inizio del secondo set. 
Serena Williams ha battuto 6-3 6-1 la slovacca Daniela Hantuchová, in un match che è durato meno di un'ora. 
Elena Dement'eva ha vinto per 6-1 6-3 sulla connazionale Elena Vesnina, che ha totalizzato solo 16 punti.
Dinara Safina ha battuto la Mauresmo 4-6 6-3 6-4 in questa occasione per la prima volta è stato chiuso il tetto del centrale: infatti a causa della pioggia il match era stato interrotto, ma grazie alla copertura è potuto ripartire senza problemi. Per la prima volta nella storia di Wimbledon è stato giocato un match in un campo in erba indoor..Francesca Schiavone ha raggiunto i quarti di finale battendo 6-2 7-6(1) la francese Virginie Razzano dopo un'ora e 33 minuti di gioco.
Teste di serie eliminate:
- Singolare maschile:   Igor' Andreev (29),  Robin Söderling (13),  Fernando Verdasco (7),  Radek Štěpánek (23),  Gilles Simon (8),  Tomáš Berdych (20),  Stan Wawrinka (19).
- Singolare femminile:  Ana Ivanović (13),  Nadija Petrova (10),  Caroline Wozniacki (9),  Virginie Razzano (26),  Amélie Mauresmo (17).
- Doppio maschile:  Martin Damm e  Robert Lindstedt (15).
- Doppio femminile:  Bethanie Mattek-Sands e  Nadija Petrova (10),  Viktoryja Azaranka e  Elena Vesnina (7),  Zi Yan e  Jie Zheng (13).
- Doppio misto:  Marcin Matkowski e  Lisa Raymond (3).
- Il programma degli incontri disputati negli altri campi.

#### 30 giugno (8º giorno)
Nell'ottava giornata del torneo sono stati disputati i quarti di finale femminili.
Incontri disputati sul Centre Court:
| Evento                               | Match                     | Match | Match                        | Risultato    |
| ------------------------------------ | ------------------------- | ----- | ---------------------------- | ------------ |
| Quarti di finale singolare femminile | Dinara Safina (1)         | b.    | Sabine Lisicki               | 65-7 6-4 6-1 |
| Quarti di finale singolare femminile | Serena Williams (2)       | b.    | Viktoryja Azaranka (8)       | 6-2 6-3      |
| Quarti di finale doppio maschile     | B Bryan (1) / M Bryan (1) | b.    | B Soares (5) / K Ullyett (5) | 6-2 6-1 6-4  |

Incontri disputati sul No. 1 Court:
| Evento                               | Match                             | Match | Match                      | Risultato         |
| ------------------------------------ | --------------------------------- | ----- | -------------------------- | ----------------- |
| Quarti di finale singolare femminile | Venus Williams (3)                | b.    | Agnieszka Radwańska (11)   | 6-1 6-2           |
| Quarti di finale singolare femminile | Elena Dement'eva (4)              | b.    | Francesca Schiavone        | 6-2 6-2           |
| Quarti di finale doppio maschile     | D Nestor (2) / Nenad Zimonjić (2) | b.    | L Kubot (8) / O Marach (8) | 6-2 6-3 6-4       |
| 1º turno doppio maschile per invito  | J Eltingh / P Haarhuis            | b.    | G Forget / C Pioline       | 4-6 7-6(1) [10-6] |

Nell'ottava giornata nei campi principali si sono giocati i quarti di finale del singolare femminile.
Nel centrale Dinara Safina, numero uno del ranking, ha sconfitto la tedesca Sabine Lisicki per 6(5)–7 6-4 6-1. Nel primo set la russa aveva perso al tie-break, ma nel secondo e nel terzo ha prevalso sull'avversaria.
La statunitense Serena Williams ha battuto la bielorussa Viktoryja Azaranka 6-1 6-2 senza concedere nessun break point.
La detentrice del titolo Venus Williams ha battuto la polacca Agnieszka Radwańska, testa di serie numero 11, col punteggio di 6-1 6-2.
Francesca Schiavone ha perso contro Elena Dement'eva per 6-2 6-3.
Teste di serie eliminate:
- Singolare femminile:  Agnieszka Radwańska (11),  Viktoryja Azaranka (8).
- Doppio maschile:  M Mirny e  A Ram (7),  L Kubot e  O Marach (8),  B Soares e  K Ullyett (5).
- Doppio misto: R Lindstedt e  R Stubbs (7),  Maks Mirny e  Nadija Petrova (8).
- Il programma degli incontri di doppio negli altri campi.

#### 1º luglio (9º giorno)
Nella nona giornata sono stati disputati i quarti di finale maschili.
Incontri disputati sul Centre Court:
| Evento                              | Match                | Match | Match                | Risultato    |
| ----------------------------------- | -------------------- | ----- | -------------------- | ------------ |
| Quarti di finale singolare maschile | Roger Federer (2)    | b.    | Ivo Karlović (22)    | 6-3 7-5 7-63 |
| Quarti di finale singolare maschile | Andy Murray (3)      | b.    | Juan Carlos Ferrero  | 7-5 6-3 6-2  |
| 3º turno doppio maschile per invito | G Forget / C Pioline | b.    | T Martin / D Wheaton | 6-3 6-4      |

Incontri disputati sul No. 1 Court:
| Evento                              | Match            | Match | Match             | Risultato              |
| ----------------------------------- | ---------------- | ----- | ----------------- | ---------------------- |
| Quarti di finale singolare maschile | Tommy Haas (24)  | b.    | Novak Đoković (4) | 7-5 7-66 4-6 -3        |
| Quarti di finale singolare maschile | Andy Roddick (6) | b.    | Lleyton Hewitt    | 6-3 610-7 -6(1) 4-6 -4 |

Nella nona giornata nel torneo di singolare maschile il 5 volte campione a Wimbledon, testa di serie numero 2, Roger Federer ha sconfitto sul centrale in tre set per 6-3 7-5 7–6(3) il croato Ivo Karlović; Vincendo quest'incontro lo svizzero di Basilea ha raggiunto la sua 21ª semifinale consecutiva in un torneo dello Slam. 
Sul No. 1 Court la testa di serie numero 4 Novak Đoković ha perso contro il tedesco Tommy Haas, che ha avuto la meglio sul serbo in 4 set, conquistando così la sua prima semifinale nel torneo di Wimbledon, la quarta in un torneo dello Slam dopo le precedenti tre, tutte perse, agli Australian Open.
Nel secondo incontro di giornata sul centrale il britannico Andy Murray, testa di serie numero 3, ha battuto in tre set lo spagnolo Juan Carlos Ferrero in poco meno di due ore di gioco.
Nell'ultimo quarto di finale maschile della giornata, l'americano Andy Roddick (n.6) ha avuto la meglio sull'australiano Lleyton Hewitt. La partita è terminata con un 6-4 al quinto set dopo una partita durata oltre le tre ore di gioco.
Teste di serie eliminate:
- Singolare maschile:  Ivo Karlović (22),  Novak Đoković (4).
- Doppio maschile:  M Bhupathi e  M Knowles (4).
- Doppio femminile:  A-L Grönefeld e  V King (12),  N Llagostera Vives e  MJ Martínez Sánchez (11).
- Doppio misto:  Christopher Kas e  Chia-Jung Chuang (16),  Mike Bryan e  Bethanie Mattek-Sands (6).
- Il programma degli incontri di doppio negli altri campi.

#### 2 luglio (10º giorno)
Nella decima giornata di questa edizione di Wimbledon si sono disputate le due semifinali del singolare femminile. Le quattro tenniste rimaste in gara erano anche le prime quattro teste di serie del torneo.
Incontri disputati sul Centre Court:
| Evento                         | Match                             | Match | Match                | Risultato            |
| ------------------------------ | --------------------------------- | ----- | -------------------- | -------------------- |
| Semifinali singolare femminile | Serena Williams (2)               | b.    | Elena Dement'eva (4) | 64-7 -5 8-6          |
| Semifinali singolare femminile | Venus Williams (3)                | b.    | Dinara Safina (1)    | 6-1 6-0              |
| Semifinali doppio maschile     | D Nestor (2) / Nenad Zimonjić (2) | b.    | J Blake / M Fish     | 5-7 3-6 -2 7-63 10-8 |

Incontri disputati sul No. 1 Court:
| Evento                              | Match                            | Match | Match                       | Risultato     |
| ----------------------------------- | -------------------------------- | ----- | --------------------------- | ------------- |
| Semifinali doppio maschile          | B Bryan (1) / M Bryan (1)        | b.    | W Moodie (9) / D Norman (9) | 7-64 7-63 6-4 |
| Quarti di finale doppio misto       | L Paes (1) / C Black (1)         | b.    | A Sá (11) / A Sugiyama (11) | 6-3 6-3       |
| Quarti di finale doppio misto       | M Knowles (9)/ A-L Grönefeld (9) | b.    | B Bryan (2) / S Stosur (2)  | 0-6 7-5 6-3   |
| 3º turno doppio maschile per invito | J Eltingh / P Haarhuis           | b.    | T Woodbridge / M Woodforde  | 7-68 6-3      |

Nelle due semifinali del singolare femminile in programma sul Centrale di Wimbledon, l'americana e testa di serie n.2, Serena Williams, ha sconfitto in tre set la russa Elena Dement'eva.

Nell'incontro successivo Venus Williams, n° 3, ha avuto la meglio sull'altra russa, la numero uno al mondo Dinara Safina, col punteggio di 6-1 6-0 in 51 minuti di gioco.
Teste di serie eliminate:
- Singolare femminile:  Elena Dement'eva (4), Dinara Safina (1).
- Doppio maschile: W Moodie (9) /  D Norman (9).
- Doppio misto: A Sá (11) /  A Sugiyama (11), B Bryan (2) /  S Stosur (2).
- Il programma degli incontri di doppio negli altri campi.

#### 3 luglio (11º giorno)
Nell'undicesima giornata del torneo si sono disputate le semifinali del singolare maschile.
Incontri disputati sul Centre Court:
| Evento                        | Match                           | Match | Match              | Risultato        |
| ----------------------------- | ------------------------------- | ----- | ------------------ | ---------------- |
| Semifinali singolare maschile | Roger Federer (2)               | b.    | Tommy Haas (24)    | 7-63 7-5 6-3     |
| Semifinali singolare maschile | Andy Roddick (6)                | b.    | Andy Murray (3)    | 6-4 4-6 7-67 -65 |
| Semifinali doppio misto       | M Knowles (9) / A Grönefeld (9) | b.    | J Murray / L Huber | 6-2 7-5          |

Incontri disputati sul No. 1 Court:
| Evento                            | Match                           | Match | Match                          | Risultato |
| --------------------------------- | ------------------------------- | ----- | ------------------------------ | --------- |
| Semifinali doppio femminile       | S Williams (4) / V Williams (4) | b.    | C Black (1) / L Huber (1)      | 6-1 6-2   |
| Doppio femminile per invito       | M Navrátilová / H Suková        | b.    | T Austin / K Rinaldi-Stunkel   | 7-5 6-3   |
| Semifinali doppio misto           | L Paes (1) / C Black (1)        | b.    | S Huss (12) / V-R Pascual (12) | 6-4 6-4   |
| Doppio maschile Senior per invito | K Curren / J Kriek              | b.    | M Bahrami / H Leconte          | 6-1 6-4   |

Nel tabellone del singolare maschile Roger Federer si è imposto in semifinale 3 set a 0 sul tedesco Tommy Haas, numero 24 del seeding. Federer ha raggiunto così la sua settima finale consecutiva a Wimbledon (record assoluto per l'era Open). Nella seconda semifinale lo statunitense Andy Roddick ha sconfitto il britannico Andy Murray, che ha perso in quarto set.
Nelle due semifinali del singolare femminile in programma sul Centrale di Wimbledon, l'americana e testa di serie numero 2, Serena Williams, ha sconfitto in tre set la russa Elena Dement'eva, al termine di un incontro conclusosi 8-6 al terzo set. Serena ha raggiunto così la quinta finale a Wimbledon dove, prima di questa edizione, ha vinto i titoli del 2002 e del 2003.
Nell'incontro successivo Venus Williams, testa di serie numero 3, ha avuto la meglio sulla russa, numero uno al mondo Dinara Safina, col punteggio di 6-1 6-0 in 51 minuti di gioco. Venus ha raggiunto così la sua ottava finale di Wimbledon.
Teste di serie eliminate:
- Singolare maschile:  Tommy Haas (24),  Andy Murray (3).
- Doppio femminile: C Black (1) /  L Huber (1).
- Doppio misto: S Huss (12) /  V-R Pascual (12).
- Il programma degli incontri di doppio negli altri campi.

#### 4 luglio (12º giorno)

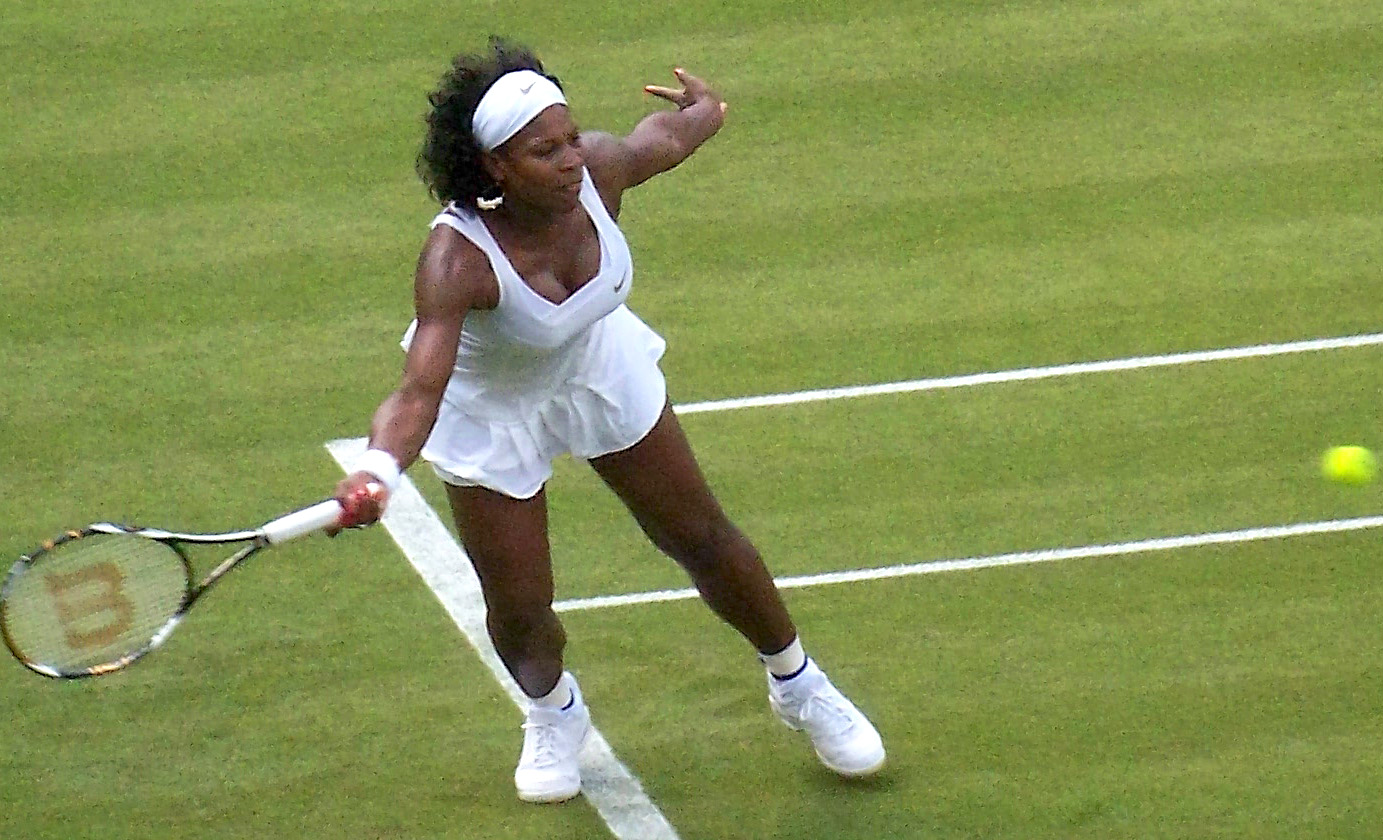
Serena Williams vincitrice del singolare femminile

Nella penultima e dodicesima giornata del torneo si sono disputate le finali del singolare femminile e del doppio sia maschile sia femminile.
Incontri disputati sul Centre Court:
| Evento                     | Match                             | Match | Match                       | Risultato         |
| -------------------------- | --------------------------------- | ----- | --------------------------- | ----------------- |
| Finale singolare femminile | Serena Williams (2)               | b.    | Venus Williams (3)          | 7-63 6-2          |
| Finale doppio maschile     | D Nestor (2) / Nenad Zimonjić (2) | b.    | B Bryan (1) / M Bryan (1)   | 7-67 63-7 -63 6-3 |
| Finale doppio femminile    | S Williams (4) / V Williams (4)   | b.    | S Stosur (3) / R Stubbs (3) | 7-64 6-4          |

Incontri disputati sul No. 1 Court:
| Evento                              | Match                       | Match | Match                   | Risultato        |
| ----------------------------------- | --------------------------- | ----- | ----------------------- | ---------------- |
| Finale singolare femminile juniores | Noppawan Lertcheewakarn (4) | b.    | Kristina Mladenovic (1) | 3-6 -3 6-1       |
| Doppio maschile Senior per invito   | J Bates / A Järryd          | b.    | J Nyström / M Wilander  | 6-1 6-3          |
| 2º turno doppio maschile per invito | T Woodbridge / M Woodforde  | b.    | G Forget / C Pioline    | 1-6 7-68 [13-11] |

Nella penultima giornata del torneo Serena Williams in finale ha battuto per 7–6(3) 6-2, in un'ora e ventisette minuti di gioco, la sorella Venus ed ha conquistato il suo terzo titolo a Wimbledon.
Nel doppio maschile Daniel Nestor e Nenad Zimonjić hanno conquistato il titolo battendo i gemelli Bryan per 7–6(7) 6(3)–7 7–6(3) 6-3.
Teste di serie eliminate:
- Singolare femminile:  Venus Williams (3)
- Doppio maschile: B Bryan (1) /  M Bryan (1)
- Doppio femminile: S Stosur (3) /  R Stubbs (3)

#### 5 luglio (13º giorno)

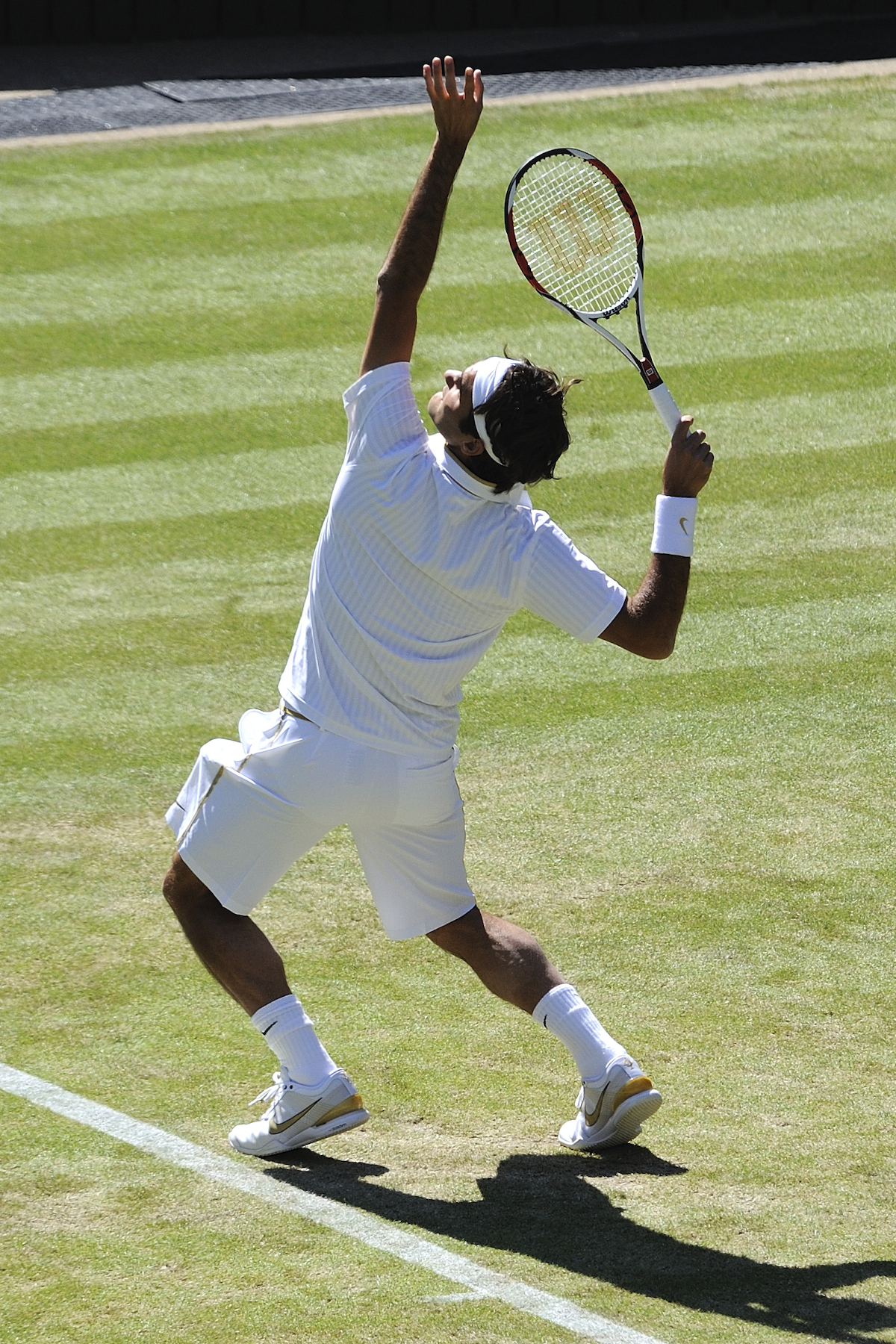
Roger Federer al servizio

Con la tredicesima e ultima giornata si è conclusa questa edizione di Wimbledon: è stato il giorno della finale del singolare maschile. Si è giocato anche la finale del doppio misto.
Incontri disputati sul Centre Court:
| Evento                    | Match                             | Match | Match                    | Risultato              |
| ------------------------- | --------------------------------- | ----- | ------------------------ | ---------------------- |
| Finale singolare maschile | Roger Federer (2)                 | b.    | Andy Roddick (6)         | 5-7 -66 7-65 3-6 16-14 |
| Finale doppio misto       | M Knowles (9) / A-L Grönefeld (9) | b.    | L Paes (1) / C Black (1) | 7-5 6-3                |

Incontri disputati sul No. 1 Court:
| Evento                             | Match                      | Match | Match                           | Risultato  |
| ---------------------------------- | -------------------------- | ----- | ------------------------------- | ---------- |
| Finale singolare maschile juniores | Andrej Kuznecov            | b.    | Jordan Cox                      | 4-6 -2 6-2 |
| Finale doppio femminile juniores   | N Lertcheewakarn / S Peers | b.    | K Mladenovic (2) / S Njiric (2) | 6-1 6-1    |
| Finale doppio maschile per invito  | J Eltingh / P Haarhuis     | b.    | D Johnson / J Palmer            | 7-62 6-4   |

Nell'ultima giornata Roger Federer ha vinto il suo sesto titolo a Wimbledon dopo i cinque titoli vinti dal 2003 al 2007. Lo svizzero ha battuto in finale Andy Roddick in cinque set: 5-7 7–6(6) 7–6(5) 3-6 16-14 in quattro ore e sedici minuti di gioco.
Teste di serie eliminate:
- Singolare maschile: Andy Roddick (6)
- Doppio misto: L Paes (1) /  C Black (1)

## Seniors

### Singolare maschile
|  | Quarti di finale | Quarti di finale    | Quarti di finale    | Quarti di finale    | Quarti di finale | Quarti di finale | Quarti di finale |  |  | Semifinali | Semifinali    | Semifinali    | Semifinali    | Semifinali | Semifinali | Semifinali |   |    | Finale | Finale       | Finale | Finale | Finale | Finale | Finale |  |
|  |                  |                     |                     |                     |                  |                  |                  |  |  |            |               |               |               |            |            |            |   |    |        |              |        |        |        |        |        |  |
|  |                  | Lleyton Hewitt      | 3                   | 7                   | 6(1)             | 6                | 4                |  |  |            |               |               |               |            |            |            |   |    |        |              |        |        |        |        |        |  |
|  | 6                | Andy Roddick        | 6                   | 610                 | 7                | 4                | 6                |  |  | 6          | Andy Roddick  | Andy Roddick  | 6             | 4          | 7          | 7          |   |    |        |              |        |        |        |        |        |  |
|  | 3                | Andy Murray         | Andy Murray         | Andy Murray         | 7                | 6                | 6                |  |  | 3          | Andy Murray   | Andy Murray   | 4             | 6          | 67         | 65         |   |    |        |              |        |        |        |        |        |  |
|  | WC               | Juan Carlos Ferrero | Juan Carlos Ferrero | Juan Carlos Ferrero | 5                | 3                | 2                |  |  |            |               |               |               |            |            |            |   |    | 6      | Andy Roddick | 7      | 6      | 65     | 6      | 14     |  |
|  | 24               | Tommy Haas          | Tommy Haas          | 7                   | 7                | 4                | 6                |  |  |            |               | 2             | Roger Federer | 5          | 7          | 7          | 3 | 16 |        |              |        |        |        |        |        |  |
|  | 4                | Novak Đoković       | Novak Đoković       | 5                   | 6                | 6                | 3                |  |  | 24         | Tommy Haas    | Tommy Haas    | Tommy Haas    | 63         | 5          | 3          |   |    |        |              |        |        |        |        |        |  |
|  | 22               | I Karlović          | I Karlović          | I Karlović          | 3                | 5                | 63               |  |  | 2          | Roger Federer | Roger Federer | Roger Federer | 7          | 7          | 6          |   |    |        |              |        |        |        |        |        |  |
|  | 2                | Roger Federer       | Roger Federer       | Roger Federer       | 6                | 7                | 7                |  |  |            |               |               |               |            |            |            |   |    |        |              |        |        |        |        |        |  |

### Singolare femminile
|  | Quarti di finale | Quarti di finale    | Quarti di finale    | Quarti di finale | Quarti di finale |  |  | Semifinali | Semifinali       | Semifinali     | Semifinali      | Semifinali      |   |   | Finale | Finale         | Finale         | Finale | Finale |  |
|  |                  |                     |                     |                  |                  |  |  |            |                  |                |                 |                 |   |   |        |                |                |        |        |  |
|  | 1                | Dinara Safina       | 65                  | 6                | 6                |  |  |            |                  |                |                 |                 |   |   |        |                |                |        |        |  |
|  |                  | Sabine Lisicki      | 7                   | 4                | 1                |  |  | 1          | Dinara Safina    | Dinara Safina  | 1               | 0               |   |   |        |                |                |        |        |  |
|  | 3                | Venus Williams      | Venus Williams      | 6                | 6                |  |  | 3          | Venus Williams   | Venus Williams | 6               | 6               |   |   |        |                |                |        |        |  |
|  | 11               | Agnieszka Radwańska | Agnieszka Radwańska | 1                | 2                |  |  |            |                  |                |                 |                 |   |   | 3      | Venus Williams | Venus Williams | 63     | 2      |  |
|  |                  | Francesca Schiavone | Francesca Schiavone | 2                | 2                |  |  |            |                  | 2              | Serena Williams | Serena Williams | 7 | 6 |        |                |                |        |        |  |
|  | 4                | Elena Dement'eva    | Elena Dement'eva    | 6                | 6                |  |  | 4          | Elena Dement'eva | 7              | 5               | 6               |   |   |        |                |                |        |        |  |
|  | 8                | Viktoryja Azaranka  | Viktoryja Azaranka  | 2                | 3                |  |  | 2          | Serena Williams  | 64             | 7               | 8               |   |   |        |                |                |        |        |  |
|  | 2                | Serena Williams     | Serena Williams     | 6                | 6                |  |  |            |                  |                |                 |                 |   |   |        |                |                |        |        |  |

### Doppio maschile
|  | Quarti di finale | Quarti di finale        | Quarti di finale        | Quarti di finale        | Quarti di finale | Quarti di finale | Quarti di finale |  |  | Semifinali | Semifinali              | Semifinali        | Semifinali              | Semifinali              | Semifinali | Semifinali |   |   | Finale | Finale          | Finale          | Finale | Finale | Finale | Finale |  |
|  |                  |                         |                         |                         |                  |                  |                  |  |  |            |                         |                   |                         |                         |            |            |   |   |        |                 |                 |        |        |        |        |  |
|  | 1                | B Bryan M Bryan         | B Bryan M Bryan         | B Bryan M Bryan         | 6                | 6                | 6                |  |  |            |                         |                   |                         |                         |            |            |   |   |        |                 |                 |        |        |        |        |  |
|  | 5                | B Soares K Ullyett      | B Soares K Ullyett      | B Soares K Ullyett      | 2                | 1                | 4                |  |  | 1          | B Bryan M Bryan         | B Bryan M Bryan   | B Bryan M Bryan         | 7                       | 7          | 6          |   |   |        |                 |                 |        |        |        |        |  |
|  | 4                | M Bhupathi M Knowles    | 69                      | 6                       | 67               | 7                | 4                |  |  | 9          | W Moodie D Norman       | W Moodie D Norman | W Moodie D Norman       | 64                      | 63         | 4          |   |   |        |                 |                 |        |        |        |        |  |
|  | 9                | W Moodie D Norman       | 7                       | 4                       | 7                | 5                | 6                |  |  |            |                         |                   |                         |                         |            |            |   |   | 1      | B Bryan M Bryan | B Bryan M Bryan | 67     | 7      | 63     | 3      |  |
|  |                  | S Aspelin P Hanley      | S Aspelin P Hanley      | S Aspelin P Hanley      | 65               | 4                | 65               |  |  |            |                         | 2                 | D Nestor Nenad Zimonjić | D Nestor Nenad Zimonjić | 7          | 63         | 7 | 6 |        |                 |                 |        |        |        |        |  |
|  |                  | J Blake M Fish          | J Blake M Fish          | J Blake M Fish          | 7                | 6                | 7                |  |  |            | J Blake M Fish          | 7                 | 6                       | 2                       | 63         | 8          |   |   |        |                 |                 |        |        |        |        |  |
|  | 8                | L Kubot O Marach        | L Kubot O Marach        | L Kubot O Marach        | 2                | 3                | 4                |  |  | 2          | D Nestor Nenad Zimonjić | 5                 | 3                       | 6                       | 7          | 10         |   |   |        |                 |                 |        |        |        |        |  |
|  | 2                | D Nestor Nenad Zimonjić | D Nestor Nenad Zimonjić | D Nestor Nenad Zimonjić | 6                | 6                | 6                |  |  |            |                         |                   |                         |                         |            |            |   |   |        |                 |                 |        |        |        |        |  |

### Doppio misto
|  | Semifinali | Semifinali                          | Semifinali                          | Semifinali | Semifinali |  |  | Finale | Finale                           | Finale                           | Finale | Finale |  |
|  |            |                                     |                                     |            |            |  |  |        |                                  |                                  |        |        |  |
|  | 1          | Leander Paes Cara Black             | Leander Paes Cara Black             | 6          | 6          |  |  |        |                                  |                                  |        |        |  |
|  | 12         | Stephen Huss Virginia Ruano Pascual | Stephen Huss Virginia Ruano Pascual | 4          | 4          |  |  | 1      | Leander Paes Cara Black          | Leander Paes Cara Black          | 5      | 3      |  |
|  |            | Jamie Murray Liezel Huber           | Jamie Murray Liezel Huber           | 2          | 5          |  |  | 9      | Mark Knowles Anna-Lena Grönefeld | Mark Knowles Anna-Lena Grönefeld | 7      | 6      |  |
|  | 9          | Mark Knowles Anna-Lena Grönefeld    | Mark Knowles Anna-Lena Grönefeld    | 6          | 7          |  |  |        |                                  |                                  |        |        |  |

## Junior

### Singolare ragazzi
Andrej Kuznecov ha battuto in finale  Jordan Cox col punteggio di 4–6, 6–2, 6–2

### Singolare ragazze
Noppawan Lertcheewakarn ha battuto in finale  Kristina Mladenovic col punteggio di 3–6, 6–3, 6–1

### Doppio ragazzi
Pierre-Hugues Herbert /  Kevin Krawietz hanno battuto in finale  Julien Obry /  Adrien Puget col punteggio di 6(3)–7, 6–2, 12–10

### Doppio ragazze
Noppawan Lertcheewakarn /  Sally Peers hanno battuto in finale  Kristina Mladenovic /  Silvia Njiric col punteggio di 6–1, 6–1

## Altri eventi

### Doppio maschile per invito
Jacco Eltingh /  Paul Haarhuis hanno battuto in finale  Donald Johnson /  Jared Palmer col punteggio di 7–6(2), 6–4

### Doppio maschile senior per invito
Jeremy Bates /  Anders Järryd hanno battuto in finale  Mansour Bahrami /  Henri Leconte col punteggio di 6–4, 7–6(4)

### Doppio femminile per invito
Martina Navrátilová /  Helena Suková hanno battuto in finale  Ilana Kloss /  Rosalyn Nideffer col punteggio di 6–3, 6–2

### Doppio maschile in carrozzina
Stephane Houdet /  Michael Jeremiasz hanno battuto in finale  Robin Ammerlaan /  Shingo Kunieda col punteggio di 1–6, 6–4, 7–6(3)

### Doppio femminile in carrozzina
Korie Homan /  Esther Vergeer hanno battuto in finale  Daniela Di Toro /  Lucy Shuker col punteggio di 6–1, 6–3